# Enluminure antique
L'enluminure antique désigne la décoration des manuscrits pendant la période antique dans les civilisations grecques et romaine. D'abord appliquée aux papyrus, ces décorations ornent progressivement les codex en parchemin qui apparaissent au Ier siècle. Seuls quelques rares manuscrits de cette époque sont encore conservés et ne permettent pas de se faire une idée exhaustive de la diversité de la production de l'époque. 

## Historique

### La décoration des papyrus

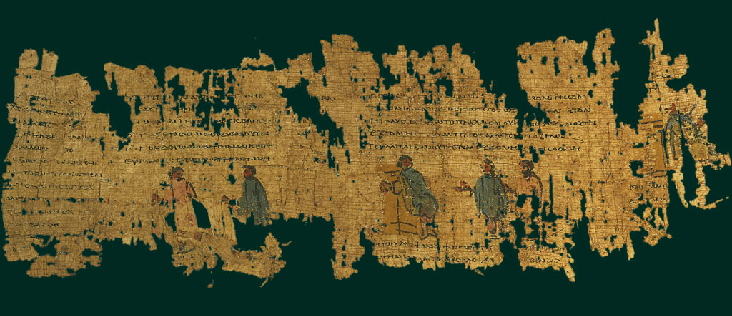
Papyrus de la Bibliothèque nationale de France, fragment de roman grec inconnu. IIe siècle

La décoration des textes ne date pas de l'invention des codex sur parchemin : les rouleaux de papyrus, nés en Égypte et répandus partout dans le bassin méditerranéen depuis la conquête d'Alexandre, comportent déjà des illustrations. Il existe par exemple à l'époque de Pline l'Ancien une production importante de textes illustrés diffusée largement dans l'Empire. Ces textes sont aussi bien des textes littéraires que des textes de sciences naturelles représentant des herbiers par exemple. Très peu de ces papyrus subsistent encore de nos jours. L'un des plus anciens est le fragment d'un roman grec non identifié du IIe siècle, conservé à la Bibliothèque nationale de France (Supp. Grec 1294) ou encore un poème sur Héraclès du IIIe siècle conservé à la Sackler Library (en). L'illustration de tels rouleaux consiste en de petites scènes précises s'enchainant pour inciter à lire la suite du texte. Le support du papyrus ne permet pas d'apposer des couches de peinture épaisse ni de représenter beaucoup de détails.

### Les premiers codex enluminés
L'apparition du codex au Ier siècle, le livre constitué de pages que l'on tourne, fabriquées en parchemin constitue selon certains spécialistes une révolution au même titre que l'invention de l'imprimerie. L'enluminure antique devient alors le premier âge d'or du livre enluminé. Si quelques codex sont rédigés sur papyrus, tels que celui dont est tiré le fragment des auriges, le support du parchemin permet de mettre en œuvre des techniques de peintures beaucoup plus abouties, et de s'inspirer de modèles provenant de la mosaïque, de la peinture sur bois ou de la fresque, jusqu'à atteindre le rang d'un art majeur au IVe siècle. L'enluminure peut utiliser des illustrations autonomes du texte, sous la forme de miniatures, décorées de couches de couleurs abondantes. Avec l'apparition du Christianisme, les premiers manuscrits bibliques, au cours de ce IVe siècle, reprennent le plus souvent les techniques mises en œuvre pour les manuscrits profanes sans les transformer totalement.

## Caractéristiques

### La diversité des sources d'inspiration
Les plus anciens manuscrits enluminés peuvent être facilement comparés avec d'autres œuvres d'art de l'époque. Ainsi, l'un des plus anciens connus, mais dont on ne conserve que des copies du XVIIe siècle elles-mêmes tirées d'une copie carolingienne, est le Chronographe de 354 qui date du IVe siècle. Une des miniatures, représentant l'empereur Constance II est inspirée de plats en argent contemporains. Les miniatures représentant des personnifications de métropoles sont similaires à des motifs de fresques. Enfin les travaux des mois se retrouvent fréquemment dans les mosaïques du Bas Empire. 

### Les types de texte enluminés
Tous les types de textes sont enluminés à la fin de l'Antiquité : aussi bien les textes scientifiques, littéraires, pratiques ou bien religieux. 
- des herbiers ou traités de science naturelle, avec des représentations de plantes ou d'animaux très abouties et très réalistes, comme dans le Dioscoride de Vienne[4].
- les poèmes épiques comme l'Iliade, que l'on retrouve dans l'Iliade ambrosienne ou avec l'Énéide dans le Vergilius Vaticanus ou le Vergilius Romanus : la très grande diversité de l'iconographie et des motifs montrent une grande tradition très longue déjà au Ve siècle de l'enluminure de ce type de texte littéraire[4].
- plus aucune pièce de théâtre ne nous est parvenue totalement, mais le manuscrit carolingien de comédies de Térence (Cod. Vat. Lat. 3868) permet de  se donner une idée assez précise de la forme qu'elles devaient prendre dans les manuscrits antiques : après le traditionnel portrait de l'auteur, une miniature présentait les masques des comédiens de manière assez précise, puis des illustrations des différentes scènes parsemaient le texte sans en être séparées, tel que dans les anciens papyrus. Cette présentation devait se retrouver aussi bien pour les pièces latines que pour les auteurs grecs tels qu'Euripide ou Ménandre[4].
- les premiers textes chrétiens reprennent les motifs, les techniques et le style des livres classiques. Les manuscrits bibliques reprennent des types de miniatures tout à fait similaires à celles que l'on devait retrouver dans le cycles homériques de l'Iliade et de l'Odyssée, comme c'est le cas dans le manuscrit de l'Itala de Quedlinbourg ou de la Genèse de Cotton[5].

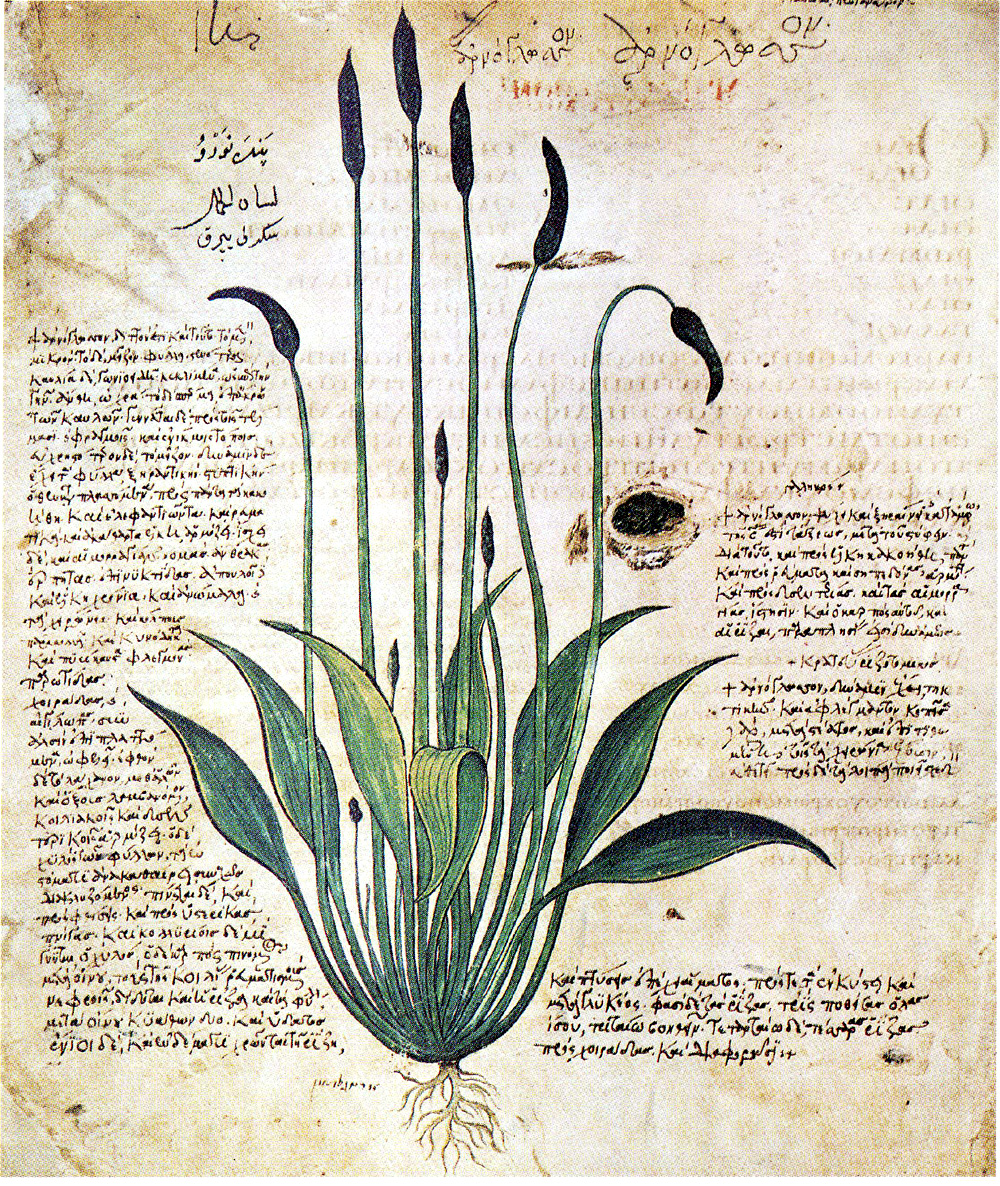
Dioscoride de Vienne
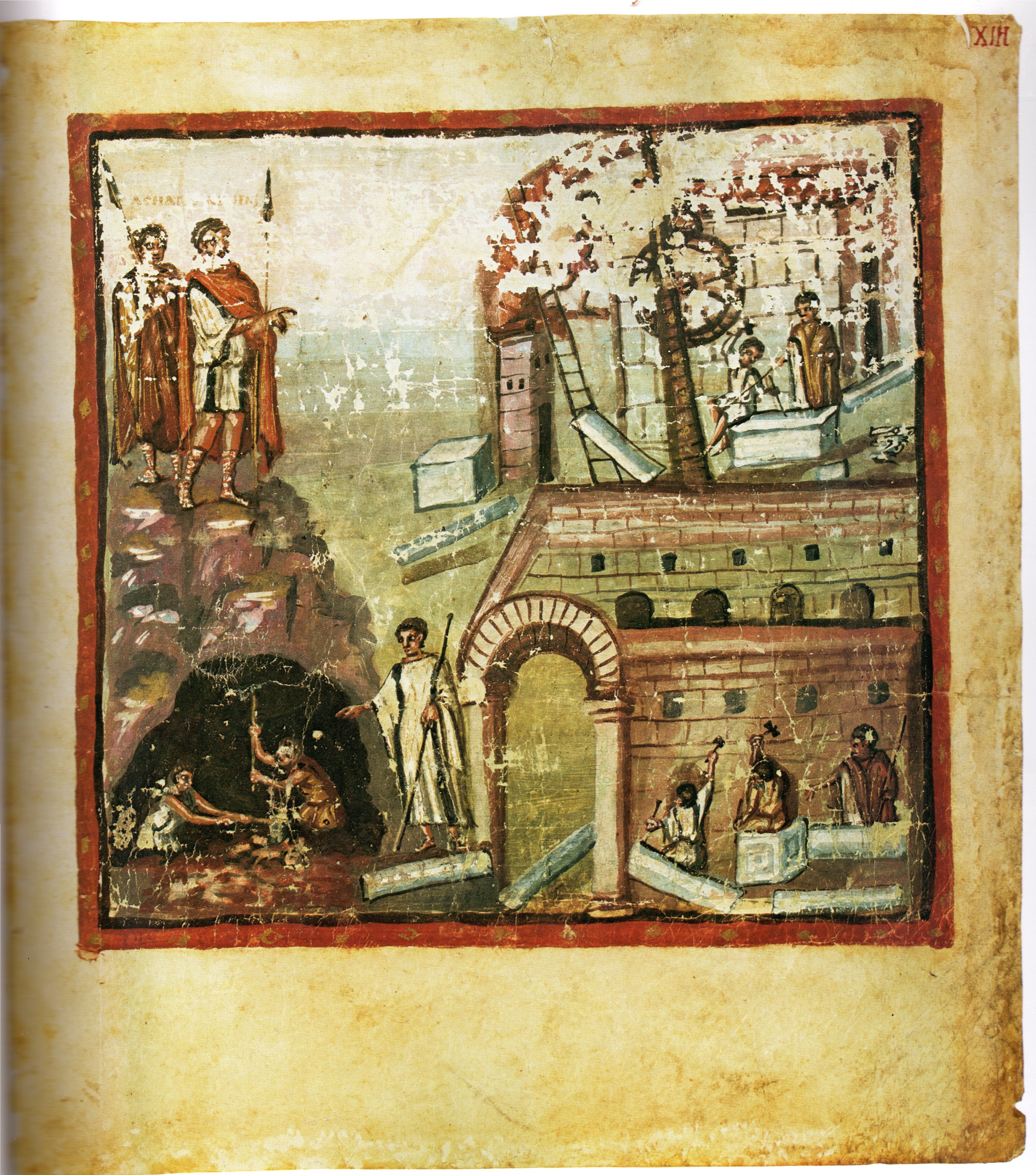
Le Vergilius Vaticanus
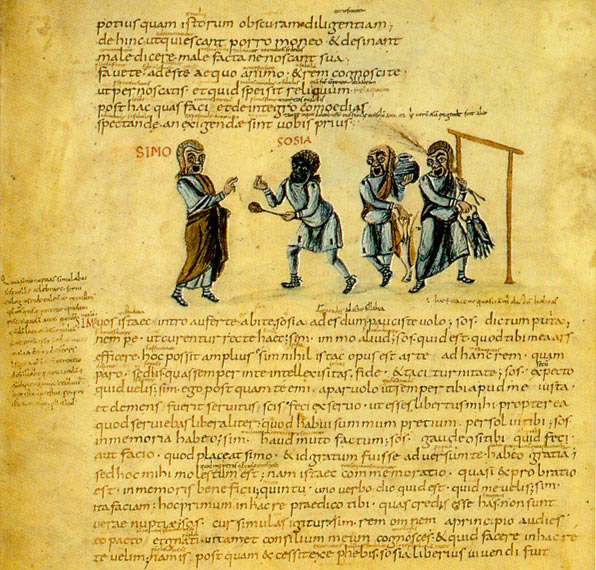
Manuscrit de Térence
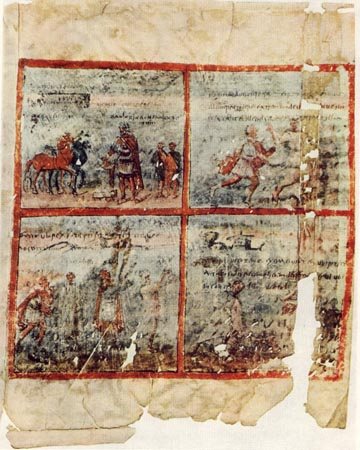
Itala de Quedlinbourg